# فاديم ميلوف
فاديم ميلوف (1 أغسطس 1972) هو لاعب شطرنج سويسري حصل على لقب أستاذ كبير من الاتحاد الدولي للشطرنج في عام 1993. ولد في أوفا بعد انهيار الاتحاد السوفييتي، وانتقل إلى إسرائيل في عام 1992، قبل أن يستقر أخيرًا في سويسرا في عام 1996.

## حياته المهنية
لعب في بطولة GM Invitation التقليدية في بيل عام 1996، وفاز بها مع بطل العالم في الشطرنج آنذاك أناتولي كاربوف، متقدمًا على لاعبين بارزين مثل جان إهلفيست، الذي جاء في المركز الثالث، وأولف أندرسون، وزولتان ألماسي، وجويل لوتييه، ولاجوس بورتيش، أو توني مايلز الذي جاء في المركز الأخير في ميدان مكون من اثني عشر لاعبًا.
فاز ببطولة أستراليا المفتوحة للشطرنج عام 1999، والتي أقيمت في صن شاين كوست. حيث تشمل بعض نجاحات البطولات المركز الأول المشترك في بطولة إيروفلوت المفتوحة عام 2002، وسانتو دومينغو عام 2003، وجنيف عام 2004، وبطولة الولايات المتحدة المفتوحة عام 2005، وجبل طارق عام 2009 (لكنه خسر المباراة الفاصلة أمام بيتر سفيدلر). كما فاز ببطولة كورسيكا ماسترز الدولية السريعة عام 2005 بفوزه على فيسواناثان أناند في النهائيات. في عام 2015 فاز ميلوف ببطولة الشطرنج السويسرية بعد هزيمته لألكسندرا كوستينيوك بنتيجة 1½-½ في مباراة فاصلة سريعة.
لعب حتى الآن مرتين في أولمبياد الشطرنج:
- في عام 1994، في مجلس الاحتياطي الثاني في أولمبياد الشطرنج الحادي والثلاثين في موسكو (+4 -1 =4) لإسرائيل.
- في عام 2000، في المركز الثاني في أولمبياد الشطرنج الرابع والثلاثين في إسطنبول (+3 -2 =7) لسويسرا.

في السنوات الأخيرة، كان غير نشط نسبيًا وشارك في عدد قليل جدًا من البطولات.

## روابط خارجية
- فاديم ميلوف على موقع الاتحاد الدولي للشطرنج (الإنجليزية)
- فاديم ميلوف على موقع مباريات الشطرنج (الإنجليزية)
- فاديم ميلوف على موقع 365Chess.com (الإنجليزية)
- فاديم ميلوف على موقع Chesstempo.com (الإنجليزية)
- فاديم ميلوف على موقع الاتحاد الأمريكي للشطرنج (الإنجليزية)
- فاديم ميلوف سجل أولمبياد الشطرنج على موقع OlimpBase.org (الإنجليزية)